# Лангервеэ
Лангервеэ (нем. Langerwehe) — община в Германии, в земле Северный Рейн-Вестфалия.
Подчиняется административному округу Кёльн. Входит в состав района Дюрен. Население составляет 14 095 человек (на 31 декабря 2010 года). Занимает площадь 41,49 км².
Коммуна подразделяется на 14 сельских округов.

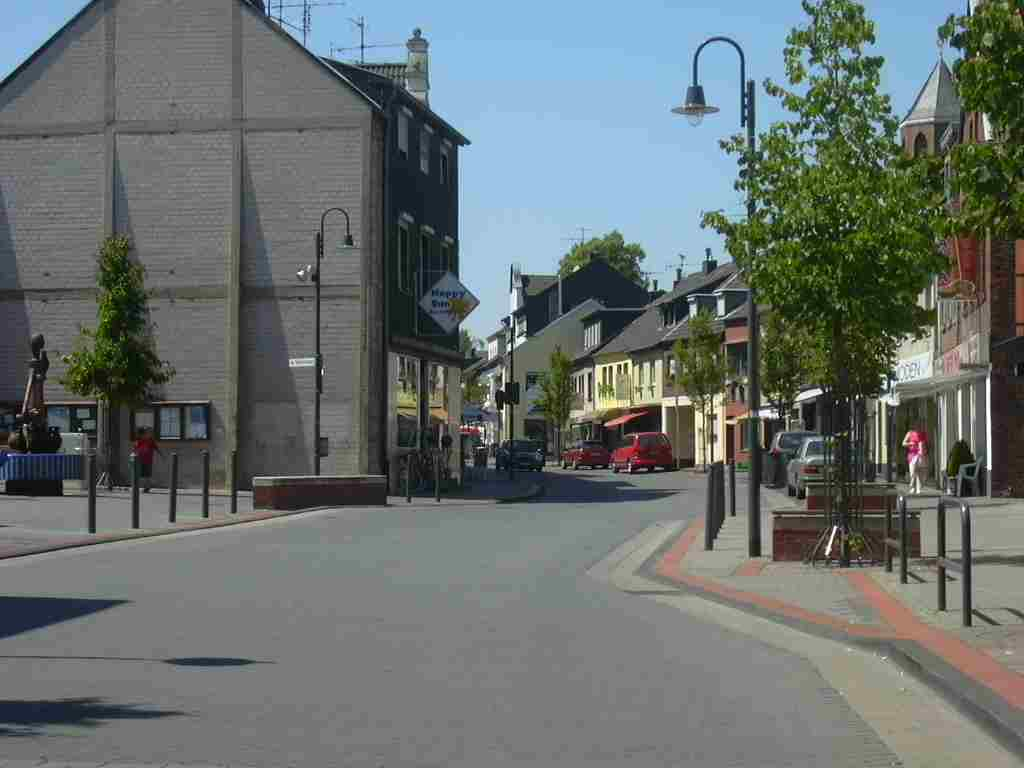
Лангервеэ
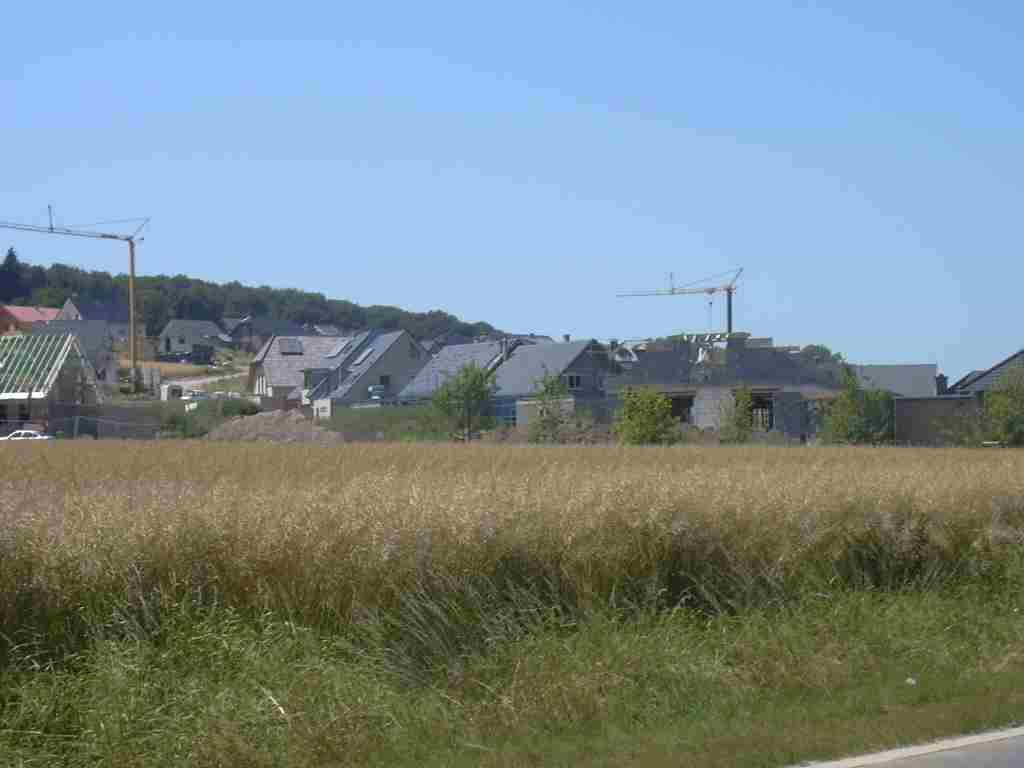
Лангервеэ

## Население
| Год  | Численность | Численность |
| ---- | ----------- | ----------- |
| 1975 | 10 842      | [ 3 ]       |
| 2017 | 13 986      | [ 4 ] [ 5 ] |
| 2019 | 14 020      | [ 6 ]       |
| 2021 | 14 050      | [ 7 ]       |
| 2022 | 14 257      | [ 8 ]       |
| 2023 | 14 467      | [ 9 ]       |
| 2024 | 15 030      | [ 1 ]       |

## Достопримечательности
- Замок Лауфенбург
- Замок Мероде